# Charchilla
Charchilla é uma comuna francesa na região administrativa de Borgonha-Franco-Condado, no departamento de Jura. Estende-se por uma área de 6,84 km². Em 2010 a comuna tinha 290 habitantes (densidade: 42,4 hab./km²).